# اکسیژن (مجموعه تلویزیونی)
اکسیژن نام مجموعه تلویزیونی طنز به کارگردانی مهدی مظلومی، تهیه‌کنندگی محمد صالحیان و محصول سال ۱۳۸۴ است. این مجموعه ۳۰ قسمتی برای اولین بار در ۸ خرداد ۱۳۸۴ از شبکه تهران پخش شد.
بازیگران اصلی سریال: پری امیرحمزه، بیژن بنفشه‌خواه، سعید پیردوست، نصرالله رادش، لاله صبوری و حمید کاشانی می‌باشند.
از دیگر عوامل و دست‌اندرکاران این مجموعه می‌توان به خشایار الوند و سروش صحت (نویسنده)، محمدرضا کاظمی (تصویربردار)، رضا کشاورز (صدابردار)، تقی وارسته (طراح نور)، محمدمهدی گورنگی (آهنگساز)، فرزاد حسنی (شاعر تیتراژ پایانی)، رضا شیرازی (خواننده تیتراژ پایانی)، احمد معظمی (برنامه‌ریز)، آرمین عابدینی (مدیر تولید) و شهریار کلهر (طراح دکور) اشاره کرد.

## خلاصه داستان
داستان اصلی مجموعه اکسیژن دربارهٔ شخصی است که در مرکز شهر یک اتاق اکسیژن تأسیس می‌کند تا کسانی که از هوای کثیف و پر از گردوغبار و آلوده شهر به تنگ آمده‌اند، با مراجعه به آنجا نفسی تازه کنند، اما با کنار هم قرارگرفتن آدمهای قصه حوادثی رخ می‌دهد.